# 石金俊
石金俊（1994年1月15日—）是越南下高棉人男性舉重運動員。
他於2010年參加新加坡舉行的2010年夏季青年奧林匹克運動會之舉重項目比賽，獲得56公斤級的冠軍金牌，也是越南首次參加青年奧林匹克運動會的第一位冠軍金牌運動員。